# Bestämning
Bestämning eller determination är ett begrepp inom den lingvistiska syntaxen. Med bestämning avses beroende (avhängigt) satsled. Motsatsen till bestämning är huvudord.
Den kanske mest typiska bestämningen är attributet, vilket har ett substantiv (eller substantiviskt ord) som huvudord, till exempel röd ros. Detta är en nominalfras. Fraser är benämnda efter den ordklass huvudordet tillhör. Andra exempel på fraser är adjektivfrasen mycket vacker, verbfraserna äter gröt, sitter vackert, adverbfrasen helt nyligen och prepositionsfrasen till Damaskus.
En mer precis definition påverkas av hur man väljer att representera syntaktisk struktur. Enligt frasstrukturgrammatiken (även kallad så kallad konstituentanalys eller IC-analys) kan bestämning utgöras av en fras; till exempel nominalfrasen kall gröt i äter kall gröt. Enligt dependensgrammatiken, en alternativ analysmetod, är det endast ordet gröt i nämnda fras som är bestämning till verbet. Detta ord är alltså samtidigt huvudord (till kall) och bestämning (till äter).